# Música + alma + sexo
Albums de Ricky Martin
17
(2008) Greatest Hits
(2011)
Singles
1. The Best Thing About Me Is You / 
Lo mejor de mi vida eres tú
Sortie : 2 novembre 2010
2. Shine
Sortie : 21 décembre 2010
3. Más
Sortie : 5 avril 2011
4. Frío
Sortie : 11 juillet 2011
5. Samba
Sortie : 18 septembre 2011

Música + alma + sexo est le neuvième album studio du chanteur portoricain Ricky Martin, sorti en 2011.

## Liste des pistes
| 1.  | Más                                                     | - Ricky Martin - Claudia Brant - Marco Masis - Ferras Alqaisi - Desmond Child | - Brant - Masis - Alqaisi - Child          | 4:09 |
| 2.  | Frío                                                    | - Martin - Juan Luis Morera - Llandel Veguilla - Masis - Child                | - Morera - Veguilla - Masis - Child        | 3:22 |
| 3.  | Lo mejor de mi vida eres tú (featuring Natalia Jiménez) | - Martin - Brant - Andreas Carlsson - Child                                   | - Brant - Eric Bazilian - Carlsson - Child | 3:38 |
| 4.  | Te vas                                                  | - Martin - Dan Keyes - Brant - Child                                          | - Keyes - Brant - Child                    | 4:30 |
| 5.  | Tú y yo                                                 | - Martin - Brant - Child                                                      | - Brant - Child                            | 6:15 |
| 6.  | Cántame tu vida                                         | - Martin - Brant - David Cabrera - Lester Mendez - Child                      | - Brant - Cabrera - Mendez - Child         | 4:38 |
| 7.  | Te busco y te alcanzo                                   | - Martin - Fernando Osorio - Lauren Christy - Alqaisi - Child                 | - Osorio - Christy - Alqaisi - Child       | 3:28 |
| 8.  | Será será                                               | - Martin - Brant - Alqaisi - Masis - Child                                    | - Brant - Masis - Alqaisi - Child          | 3:27 |
| 9.  | No te miento                                            | - Martin - Jodi Marr - Christy - Alqaisi - Child                              | - Marr - Christy - Alqaisi - Child         | 3:30 |
| 10. | Basta ya                                                | - Martin - Brant - Cabrera - Federico Vindver - Child                         | - Brant - Cabrera - Vindver - Child        | 4:30 |
| 11. | The Best Thing About Me Is You (featuring Joss Stone)   | - Martin - Bazilian - Carlsson - Child                                        | - Bazilian - Carlsson - Child              | 3:37 |
| 12. | Shine                                                   | - Martin - Keyes - Child                                                      | - Keyes - Child                            | 4:46 |
| 13. | Frío (Remix) (featuring Wisin y Yandel)                 | - Martin - Morera - Veguilla - Masis - Child                                  | - Morera - Veguilla - Masis - Child        | 3:36 |

| 14. | The Best Thing About Me Is You (feat. Edita) | 3:37 |

| 14. | Too Late Now                                                     | 3:27 |
| 15. | Liar                                                             | 3:30 |
| 16. | Soñador                                                          | 4:35 |
| 17. | Lo mejor de mi vida eres tú (Spanish Jump Smokers Dance Version) | 4:42 |
| 18. | The Best Thing About Me Is You (Jump Smokers Dance Version)      | 5:13 |
| 19. | Lo mejor de mi vida eres tú (Solo Version)                       | 3:38 |
| 20. | The Best Thing About Me Is You (Solo Version)                    | 3:36 |

| 1.  | Más                                                  | 4:09 |
| 2.  | Frío                                                 | 3:22 |
| 3.  | The Best Thing About Me is You (feat. Joss Stone)    | 3:38 |
| 4.  | Te vas                                               | 4:30 |
| 5.  | Tú y yo                                              | 6:15 |
| 6.  | Cántame tu vida                                      | 4:38 |
| 7.  | Te busco y te alcanzo                                | 3:28 |
| 8.  | Too Late Now                                         | 3:27 |
| 9.  | Samba (Deeplick Carnival Mix) (feat. Claudia Leitte) | 4:32 |
| 10. | Shine                                                | 4:46 |
| 11. | Basta ya                                             | 4:30 |
| 12. | Liar                                                 | 3:30 |
| 13. | Samba (Dub2deep Remix) (feat. Claudia Leitte)        | 4:57 |